# Anaspis pulicaria
Anaspis pulicaria är en skalbaggsart som beskrevs av Costa 1854. Anaspis pulicaria ingår i släktet Anaspis, och familjen ristbaggar. Arten har ej påträffats i Sverige.